# I-39 (sous-marin)
Le I-39 (イ-39) est un sous-marin japonais de type B1 (乙型（伊十五型)）ayant servi durant la Seconde Guerre mondiale dans la Marine impériale japonaise. 
Pendant la Seconde Guerre mondiale, Il a opéré en soutien des forces japonaises dans la bataille de Tarawa avant qu'il ne soit coulé en novembre 1943.

## Construction
Construit par l'Arsenal naval de Sasebo au Japon, le I-39 a été mis sur cale le 19 juin 1941 sous le nom de Sous-marin No. 152. Il a été lancé et renommé I-39 le 15 avril 1942 et provisoirement rattaché au district naval de Yokosuka. Il a été achevé et mis en service le 22 avril 1943.

## Description
Le I-39, pesant près de 2 600 tonnes en surface, était capable de plonger à 100 m, puis de se déplacer à une vitesse maximale de 8 nœuds, avec une autonomie de 96 milles nautiques à une vitesse réduite de 3 nœuds. En surface, sa portée était de 14 000 milles nautiques, développant une vitesse maximale de 23,6 nœuds. Il transportait un hydravion de reconnaissance biplace Yokosuka E14Y (connu des Alliés sous le nom de Glen), stocké dans un hangar hydrodynamique à la base de la tour de navigation (kiosque).

## Histoire de service
Lors de sa mise en service le 22 avril 1943, le I-39 a été rattaché au district naval de Yokosuka et a été réaffecté au 11e escadron de sous-marins. Le 20 juillet 1943, il est affecté au 8e escadron de sous-marins dans la 14e division de sous-marins dans la Force sous-marine avancée. Le lendemain, il quitte Yokosuka pour Truk où il arrive le 27 juillet 1943.

### Première patrouille de guerre
Le 2 août 1943, le I-39 est parti de Truk pour sa première patrouille de guerre, avec une zone de patrouille dans les Nouvelles-Hébrides. Le 7 août 1943, il a été brièvement chargé par un destroyer au nord d'Espiritu Santo, et le 29 août 1943, deux destroyers l'ont repéré et poursuivi, mais il n'a subi aucun dommage lors de ces deux rencontres.
Le 2 septembre 1943, le I-39 aperçut un convoi de trois transports escorté par quatre destroyers. Il tira deux torpilles qui explosèrent toutes deux à proximité du transport d'attaque USS Fuller, qui transportait la 3e division néo-zélandaise des forces militaires néo-zélandaises de Port Vila sur Efate à Point Cruz sur Guadalcanal. Un destroyer tenta une contre-attaque, mais ne réussit pas à localiser le I-39. Le 10 septembre, le I-39 a repéré un transport sans escorte se dirigeant vers Espiritu Santo à 9h50, mais n'a pas pu se mettre à portée des torpilles. Le 11 septembre, le I-39 a repéré un autre transport sans escorte à l'est d'Espiritu Santo à 5h05 et deux transports escortés par un destroyer à 18h10, mais n'a pas attaqué.
Le I-39 se trouvait à 150 milles nautiques (280 km) à l'est d'Espiritu Santo le 12 septembre 1943 lorsqu'il a aperçu le remorqueur USS Navajo de la flotte de la marine américaine qui remorquait la barge à essence de 6 600 tonnes YOGN-42 de Pago Pago aux Samoa américaines à Espiritu Santo. Prenant par erreur le Navajo pour un croiseur léger britannique de la classe Leander, il a heurté le Navajo avec une seule torpille au milieu du navire sur son côté tribord. Le Navajo a explosé et coulé par l'avant en deux minutes à la poqition géographique de 14° 58′ S, 169° 17′ E avec la perte de 17 membres d'équipage.
De retour à Truk, le I-39 subit des dommages lors d'une attaque avec des charges de profondeur le 25 septembre 1943. Il atteint Truk le 27 septembre 1943 et y subit des réparations.

### Deuxième patrouille de guerre
La campagne des îles Gilbert et Marshall commença le 20 novembre 1943 avec l'invasion américaine de Tarawa et de Makin dans les îles Gilbert. Le 21 novembre 1943, le I-39 reçut l'ordre de se rendre à Tarawa avec les sous-marins I-19, I-35, I-169 et I-175. Avec un hydravion Yokosuka E14Y1 (nom de code allié "Glen") à son bord, il s'est mis en route de Truk pour sa deuxième patrouille de guerre ce jour-là, avec une zone de patrouille assignée au sud-ouest de Tarawa. Le 24 novembre 1943, il a signalé qu'il approchait de sa zone de patrouille et le 25 novembre - le même jour où il a été réaffecté à la 2e division sous-marine du 1er escadron de sous-marins - il a signalé qu'il était arrivé dans sa zone de patrouille.

### Naufrage
Le 26 novembre 1943, le cuirassé USS Massachusetts naviguait à 80 milles nautiques (150 km) au sud-ouest de Tarawa dans le cadre du Task Group 50.2 (groupe opérationnel 50.2), lorsqu'il a détecté au radar à 22h52 une cible de surface à 9 milles nautiques (17 km) au sud-ouest. A 23h02, le destroyer USS Boyd a été détaché pour enquêter. Il a perdu le contact radar, apparemment lors de l'immersion du sous-marin, mais le Boyd a alors localisé le sous-marin avec son sonar. Il a largué deux types de grenades sous-marines et a entendu une forte explosion sous-marine 15 minutes après la dernière attaque à la position géographique de 0° 31′ N, 172° 16′ E. Le matin du 27 novembre 1943, des avions du porte-avions USS Enterprise ont survolé la zone et ont signalé une importante nappe de pétrole à la surface.
Le sous-marin était probablement le I-39, bien qu'il soit possible que le Boyd ait coulé le I-40, qui a également disparu dans la région de Tarawa à peu près à la même époque. Un autre récit prétend que le destroyer d'escorte USS Griswold a coulé le I-39 au large de Koli Point, à Guadalcanal, le 23 décembre 1943, bien que cet endroit se trouve en dehors de la zone de patrouille du I-39 et que la date soit quatre semaines après la dernière transmission d'un message.
Le 20 février 1944, la marine impériale japonaise a déclaré que le I-39 était présumé perdu avec tout son équipage de 96 personnes dans la région des îles Gilbert.